# عبد الله بن مزروع
عبد الله بن مزروع هو أحد القادرة البارزين في الدولة السعودية الأولى، والدولة السعودية الثانية، وقد برز دوره في القرن الثالث عشر الهجري في وسط وغرب شبه الجزيرة العربية. عينه الإمام سعود بن عبد العزيز مسؤولاً عن منطقة منفوحة، كما تولى  قيادة الجيش السعودي في العديد من المعارك التي خاضتها الدولة بهدف تحقيق الوحدة والاستقرار. كان له دور مهم في تعزيز النفوذ السعودي وتوسيع رقعة الدولة خلال تلك الفترة .

## اسمه ونسبه
عبد الله بن محمد بن علي بن مزروع التميمي من تميم قفار.

## دوره في الدولة السعودية الأولى
بعث سعود بن عبد العزيز عبد الله بن مزروع، إلى المدينة المنورة في عام 1222هـ/ 1808م، بهدف تفقد الثغور والتأكد من تأمين الطرق، لضمان الأمن والسلامة للحجاج والمارين في الأراضي السعودية.
كما أرسل سعود بن عبد العزيز عبد الله بن مزروع إلى شرق الجزيرة العربية خلال الفترة من 1224- 1225هـ( 1808- 1810م)، وأمره بالنزول إلى قصره في البريمي، لتولي بعض المهام العسكرية والحربية.
قاد ابن مزروع سرية سعودية لمهاجمة القوات العثمانية التي اعتدت على عنيزة، وشارك أيضًا في الدفاع عن عاصمة الدولة السعودية الأولى، الدرعية عام 1233هـ/1818م خلال الهجمات العثمانية. حيث كان من أبرز القادة الذين دافعوا عن المدينة.
بعد سقوط الدرعية أصبح ابن مزروع أحد المفاوضين مع القوات العثمانية ممثلًا عن أهالي الدرعية.